# Serge Berna
Serge Berna es uno de los cuatro letristas participantes en el « escándalo de Notre Dame » con Michel Mourre, Ghislain Desnoyers de Marbaix y Jean Rullier, acto anticatólico y provocador que le valió la cárcel a Bourre.
Poeta en el círculo de jóvenes radicales en torno a Isidore Isou, formó parte de la ruptura que abandona a Isou para fundar en 1952 la Internacional letrista, precursor de la Internacional Situacionista. Es excluido dos años más tarde, y, después de algunos escritos públicos, renuncia a toda manifestación.

## El Escándalo de Notre-Dame
Es Berna quien redactó el texto nietzscheano y anticatólico sobre una mesa del Café Mabillon, en París, que fue declamado por Michel Mourre disfrazado de sacerdote, el día de Pascua del 9 de abril de 1950 en la catedral de Notre-Dame de París, en plena misa.
Con hábito de dominicano y acompañado por Berna y dos cómplices más que hacían el oficio de guardaespaldas, Mourre subió al púlpito para anunciar « la muerte del Cristo-Dios para que finalmente viva el Hombre ». No fueron agredidos físicamente por la multitud convertida en turba furiosa solo gracias a la intervención de la policía, que los condujo a la comisaría del barrio de Saint-Gervais.

### La homilía de Notre-Dame (leída por Michel Mourre y escrita por Serge Berna)[4][5]
Hoy, domingo de Pascua en el año Santo,

aquí, en la insigne basílica de Notre-Dame de París,

yo acuso a la Iglesia Católica Universal del mortal desvío de nuestra fuerza viviente en favor de un cielo vacío;

yo acuso a la Iglesia Católica de estafadora;

yo acuso a la Iglesia Católica de infectar el mundo con su moral de muerte;

de ser el chancro del Occidente putrefacto.

Y en verdad os digo: Dios ha muerto.

Vomitamos el hedor agonizante de sus oraciones,

porque vuestras oraciones han sido el humo grasiento sobre los campos de batalla de nuestra Europa.

Crucemos este desierto trágico y pregonemos esta tierra donde Dios ha muerto,

y labrad de nuevo la tierra con vuestras manos desnudas,

vuestras manos orgullosas,

vuestras manos impías.

Hoy, domingo de Pascua en el año Santo,

aquí, en la insigne basílica de Notre-Dame de París,

proclamamos la muerte de Cristo-Dios, para que al fin el Hombre pueda vivir.
Aujourd’hui, jour de Pâques en l’Année sainte,

Ici, dans l’insigne Basilique de Notre-Dame de Paris,

J’accuse l’Église Catholique Universelle du détournement mortel de nos forces vives en faveur d’un ciel vide ;

J’accuse l’Église Catholique d’escroquerie ;

J’accuse l’Église Catholique d’infecter le monde de sa morale mortuaire,

d’être le chancre de l’Occident décomposé.

En vérité je vous le dis : Dieu est mort.

Nous vomissons la fadeur agonisante de vos prières,

car vos prières ont grassement fumé les champs de bataille de notre Europe.

Allez dans le désert tragique et exaltant d’une terre où Dieu est mort

et brassez à nouveau cette terre de vos mains nues,

de vos mains d’orgueil,

de vos mains sans prière.

Aujourd’hui, jour de Pâques en l’Année sainte,

Ici, dans l’insigne Basilique de Notre-Dame de France,

nous clamons la mort du Christ-Dieu pour qu’enfin vive l’Homme.

## La Internacional letrista
El 7 de diciembre de 1952, en compañía de Guy Debord, Jean-Louis Brau y Gil Joseph Wolman, se llevó a cabo en Aubervilliers, la primera conferencia de la Internacional letrista. Escriben un documento final sobre una hoja que introducen en una botella y que lanzan en el canal Saint-Denis. Jean-Louis Brau la vuelve a pescar al día siguiente.
Serge Berna fue excluido de la Internacional lettriste en 1954.